# Ecuador terrestre

En azul, la línea ecuatorial sobre el planeta tierra

Mapa mundial con la línea ecuatorial

El ecuador terrestre, también llamado línea del ecuador, paralelo 0°, o línea ecuatorial, es el círculo máximo perpendicular al eje de rotación del planeta Tierra. Como todo círculo máximo, define un plano que pasa por el centro. Divide al planeta en los hemisferios norte y sur, y está ubicado a la misma distancia de los polos geográficos. Por definición, la latitud del ecuador terrestre es 0°. El radio ecuatorial es de 6378,1 km y la circunferencia correspondiente es de 40 075 km.

## Astronomía y geodesia
El Sol, en su movimiento aparente, pasa por el plano ecuatorial dos veces al año (en los equinoccios de marzo y de septiembre) momentos en los que los rayos solares son perpendiculares a la superficie de la Tierra en la línea ecuatorial, es decir, el Sol se ubica en el cénit del observador.
En las regiones ubicadas sobre la línea ecuatorial terrestre la duración de la salida y de la puesta del Sol es más corta que en el resto del planeta, debido a que, en el transcurso de todo el año, el Sol «aparece» y «se oculta» casi verticalmente. La duración del día en la línea ecuatorial es prácticamente constante a lo largo de todo el año: aproximadamente 14 minutos más que la noche, propiciado por la refracción atmosférica y porque la salida y la puesta del Sol no están determinadas por el paso del centro del Sol sobre el horizonte, sino por el paso del borde del disco solar. Por lo tanto el momento del amanecer antecede al paso del centro del sol por el horizonte, y la puesta del Sol es posterior al paso del centro del Sol por la línea del horizonte.  
En la línea ecuatorial, la Tierra se ensancha ligeramente. El diámetro promedio del planeta es de 12 750 kilómetros. El radio ecuatorial es 43 kilómetros mayor que el resultante de medirlo pasando por los polos.
Los lugares cercanos a la línea son más adecuados para la ubicación de puertos espaciales, como el caso del Centro Espacial de Guayana, ubicado en Kourou (Guayana Francesa) Francia, porque su movimiento debido a la rotación de la Tierra es más rápido en comparación con el de otras latitudes, ya que esta adición de velocidad requiere menos combustible para lanzar vehículos espaciales. Para tomar ventaja de este hecho los lanzamientos deben dirigirse al este, al sureste o al noreste.
La latitud de la línea ecuatorial es por definición 0° (cero grados). Es el único de los cinco círculos notables en la latitud de la Tierra que es estrictamente un círculo, al igual que lo es el trazo imaginario que resulta de su proyección sobre la esfera celeste. Los otros cuatro «círculos» notables son los dos círculos polares y los dos círculos tropicales (trópico de Cáncer en el hemisferio norte y trópico de Capricornio en el hemisferio sur).

## Campo magnético
El núcleo externo de la Tierra produce el campo magnético terrestre que se extiende hasta la magnetósfera. En la superficie terrestre, ese campo orienta las agujas de las brújulas. La intensidad de campo en superficie no es constante. Es máxima cerca de los polos y mínima cerca del ecuador terrestre, definiendo así un ecuador magnético que sigue aproximadamente el ecuador geográfico. El punto donde más se aleja el ecuador magnético del geográfico es en Sudamérica, relacionado con la Anomalía del Atlántico Sur.

## Clima

En el ecuador terrestre predomina el clima tropical lluvioso Af (en azul).

Las estaciones del año en los trópicos y en la línea ecuatorial difieren significativamente de las estaciones en las zonas templadas y de las polares. En muchas regiones tropicales se identifican únicamente dos estaciones, una de lluvia y otra de sequía, pero la mayoría de lugares cercanos a la línea ecuatorial son lluviosos durante todo el año. Sin embargo, las estaciones pueden variar dependiendo de una variedad de factores, que incluyen la elevación, vientos y la proximidad al océano.
Los meteorólogos definen el clima de un lugar como «ecuatorial», en vez de «tropical», si la diferencia entre las temperaturas normales de los meses más cálidos y más fríos es inferior a 2 °C y durante todo el año ocurren lluvias abundantes y constantes.

### Ecuadores climáticos

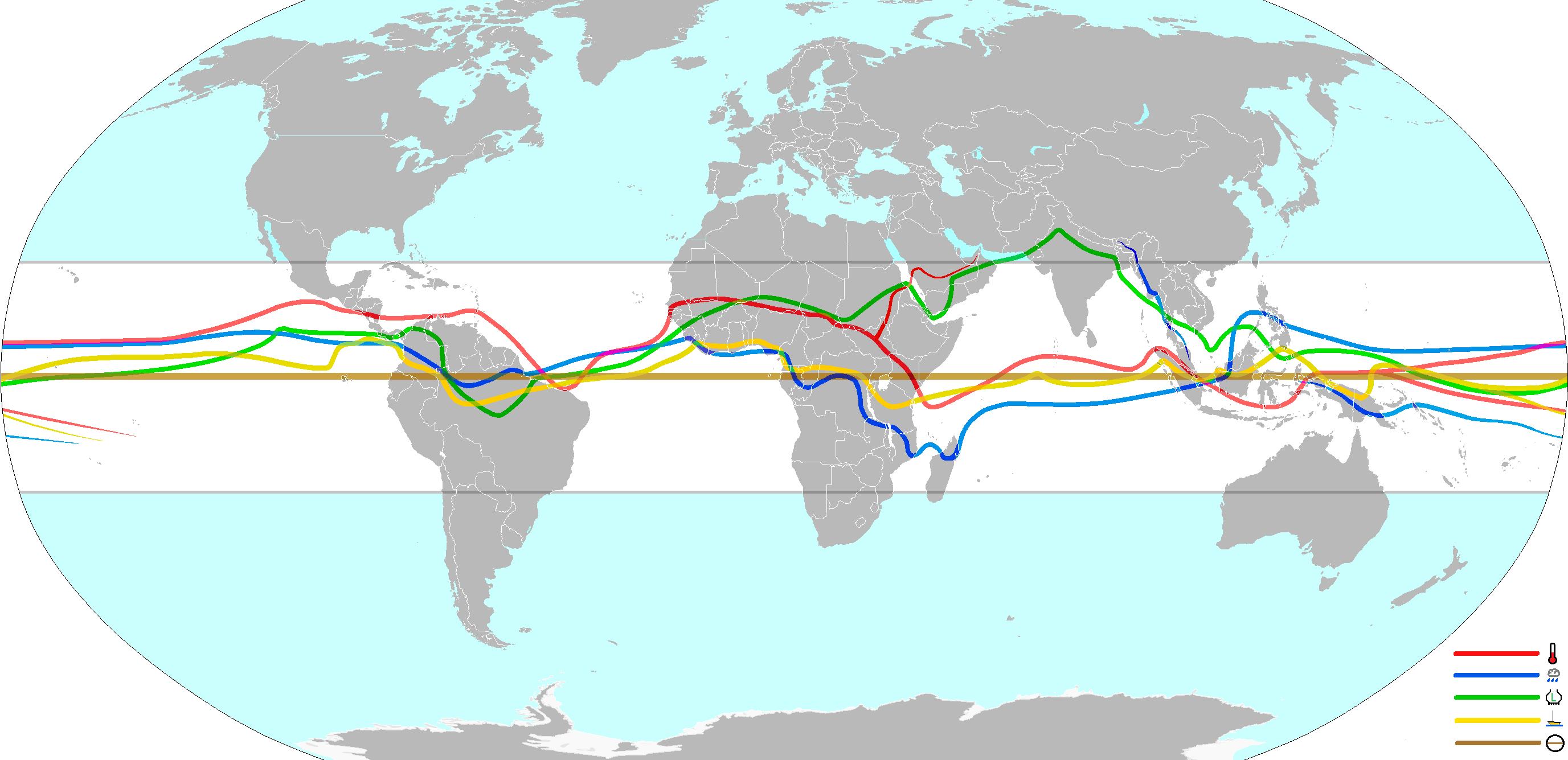
Mapa de los ecuadores climáticos: en rojo el ecuador térmico, en azul el cinturón de lluvias tropicales, en amarillo la zona de calmas ecuatoriales y en verde el ecuador meteorológico.

El ecuador terrestre posee características climáticas que implican alta temperatura, abundante lluvia, viento apacible y baja presión, los cuales son indicadores del clima ecuatorial lluvioso. Sin embargo, las medias climáticas máximas anuales longitudinales de estos valores tienen una trayectoria propia debido a diferencias climáticas en ambos hemisferios de la Tierra. El hemisferio norte posee la mayor superficie de los continentes y tierras emergidas, por lo que tiende a calentarse en mayor proporción que el hemisferio sur, por lo que estos indicadores climáticos ecuatoriales se sitúan con mayor frecuencia en el hemisferio norte; aunque durante el año migran de hecho de un hemisferio al otro. 
Se ha definido los siguientes ecuadores climáticos:
- El ecuador térmico indica las máximas temperaturas atmosféricas medias anuales.
- El cinturón de lluvias tropicales muestra las zonas con la mayor nubosidad y mayores precipitaciones ecuatoriales.
- La zona de calmas ecuatoriales indica las áreas de viento más calmo, las cuales están muy cercanas al ecuador terrestre y en las que además casi nunca se presentan ciclones.
- El ecuador meteorológico señala la menor presión atmosférica que presenta la vaguada ecuatorial; esta última es la más relacionada con la zona de convergencia intertropical (ZCIT) entre los vientos alisios de ambos hemisferios, produciéndose un corriente de aire ascendente.[5]
- Las corrientes marinas ecuatoriales están influidas por la circulación atmosférica ecuatorial y la rotación terrestre; de tal modo que la corriente Ecuatorial del Sur está generalmente más relacionada con el ecuador terrestre, mientras que la contracorriente ecuatorial está más relacionada con la zona de calmas ecuatoriales y la ZCIT.

## Estaciones ecuatoriales y clima
Artículos principales: Estación y efecto del ángulo del sol sobre el clima.
Más información: Trópicos

Diagrama de las estaciones, que muestra la situación en el solsticio de diciembre. Independientemente de la hora del día (es decir, la rotación de la Tierra sobre su eje), el Polo Norte estará oscuro y el Polo Sur estará iluminado; ver también noche polar. Además de la densidad de la luz incidente, la disipación de la luz en la atmósfera es mayor cuando incide en un ángulo poco profundo.

Las estaciones en la Tierra son la consecuencia de la inclinación del eje de la Tierra respecto de una línea perpendicular al plano de su revolución alrededor del Sol. A lo largo del año, los hemisferios norte y sur están alternativamente orientados hacia el Sol o en sentido contrario, dependiendo de la posición de la Tierra en su órbita. El hemisferio orientado hacia el Sol recibe más luz solar y está en verano, mientras que el otro hemisferio recibe menos sol y está en invierno (ver solsticio).
En los equinoccios, el eje de la Tierra es perpendicular al Sol en lugar de inclinarse hacia él o hacia afuera, lo que significa que el día y la noche duran aproximadamente 12 horas en toda la Tierra.
Cerca del ecuador, esto significa que la variación en la intensidad de la radiación solar es diferente en relación con la época del año que en latitudes más altas: la radiación solar máxima se recibe durante los equinoccios, cuando un lugar en el ecuador está debajo del punto subsolar en mediodía, y las estaciones intermedias de primavera y otoño ocurren en latitudes más altas; y el mínimo ocurre durante ambos solsticios, cuando cualquiera de los polos está inclinado hacia el sol o alejándose de él, lo que resulta en verano o invierno en ambos hemisferios. Esto también resulta en un movimiento correspondiente del ecuador alejándose del punto subsolar, que entonces se sitúa sobre o cerca del círculo trópico correspondiente. Sin embargo, las temperaturas son altas durante todo el año debido a que la inclinación axial de la Tierra de 23,5° no es suficiente para crear una declinación mínima baja al mediodía para debilitar suficientemente los rayos del Sol, incluso durante los solsticios. Las temperaturas altas durante todo el año se extienden hasta aproximadamente 25° al norte o al sur del ecuador, aunque la diferencia moderada de temperatura estacional está definida por los solsticios opuestos (como ocurre en latitudes más altas) cerca de los límites de este rango hacia los polos.
Cerca del ecuador, hay pocos cambios de temperatura a lo largo del año, aunque puede haber diferencias dramáticas en precipitaciones y humedad. Por lo general, no se aplican los términos verano, otoño, invierno y primavera. Las tierras bajas alrededor del ecuador generalmente tienen un clima de selva tropical, también conocido como clima ecuatorial, aunque las corrientes oceánicas frías hacen que algunas regiones tengan climas monzónicos tropicales con una estación seca a mediados de año, y la corriente somalí generada por el monzón asiático. Debido al calentamiento continental a través de la alta meseta tibetana, la Gran Somalia tiene un clima árido a pesar de su ubicación ecuatorial.
Las temperaturas medias anuales en las tierras bajas ecuatoriales rondan los 31 °C (88 °F) durante la tarde y los 23 °C (73 °F) alrededor del amanecer. Las precipitaciones son muy elevadas lejos de las zonas de afloramiento de corrientes oceánicas frías, de 2.500 a 3.500 mm (100 a 140 pulgadas) por año. Hay unos 200 días de lluvia al año y la media de horas de sol anuales es de unas 2.000. A pesar de las altas temperaturas del nivel del mar durante todo el año, algunas altitudes más altas, como los Andes y el Monte Kilimanjaro, tienen glaciares. El punto más alto en el ecuador está a una altitud de 4.690 metros (15.387 pies), a 0°0′0″N 77°59′31″W, que se encuentra en la vertiente sur del Volcán Cayambe (cumbre 5.790 metros - 18.996 pies) en Ecuador. Está ligeramente por encima de la línea de nieve y es el único lugar del ecuador donde hay nieve en el suelo. En el ecuador, la línea de nieve es alrededor de 1000 metros (3300 pies) más baja que en el Monte Everest y hasta 2000 metros (6600 pies) más baja que la línea de nieve más alta del mundo, cerca del Trópico de Capricornio en Llullaillaco.
| Parámetros climáticos promedio de Libreville, Gabón en África         | Parámetros climáticos promedio de Libreville, Gabón en África | Parámetros climáticos promedio de Libreville, Gabón en África | Parámetros climáticos promedio de Libreville, Gabón en África | Parámetros climáticos promedio de Libreville, Gabón en África | Parámetros climáticos promedio de Libreville, Gabón en África | Parámetros climáticos promedio de Libreville, Gabón en África | Parámetros climáticos promedio de Libreville, Gabón en África | Parámetros climáticos promedio de Libreville, Gabón en África | Parámetros climáticos promedio de Libreville, Gabón en África | Parámetros climáticos promedio de Libreville, Gabón en África | Parámetros climáticos promedio de Libreville, Gabón en África | Parámetros climáticos promedio de Libreville, Gabón en África | Parámetros climáticos promedio de Libreville, Gabón en África |
| Mes                                                                   | Ene.                                                          | Feb.                                                          | Mar.                                                          | Abr.                                                          | May.                                                          | Jun.                                                          | Jul.                                                          | Ago.                                                          | Sep.                                                          | Oct.                                                          | Nov.                                                          | Dic.                                                          | Anual                                                         |
| --------------------------------------------------------------------- | ------------------------------------------------------------- | ------------------------------------------------------------- | ------------------------------------------------------------- | ------------------------------------------------------------- | ------------------------------------------------------------- | ------------------------------------------------------------- | ------------------------------------------------------------- | ------------------------------------------------------------- | ------------------------------------------------------------- | ------------------------------------------------------------- | ------------------------------------------------------------- | ------------------------------------------------------------- | ------------------------------------------------------------- |
| Temp. máx. media (°C)                                                 | 29.5                                                          | 30.0                                                          | 30.2                                                          | 30.1                                                          | 29.4                                                          | 27.6                                                          | 26.4                                                          | 26.8                                                          | 27.5                                                          | 28.0                                                          | 28.4                                                          | 29.0                                                          | 28.58                                                         |
| Temp. media (°C)                                                      | 26.8                                                          | 27.0                                                          | 27.1                                                          | 26.6                                                          | 26.7                                                          | 25.4                                                          | 24.3                                                          | 24.3                                                          | 25.4                                                          | 25.7                                                          | 25.9                                                          | 26.2                                                          | 25.95                                                         |
| Temp. mín. media (°C)                                                 | 24.1                                                          | 24.0                                                          | 23.9                                                          | 23.1                                                          | 24.0                                                          | 23.2                                                          | 22.1                                                          | 21.8                                                          | 23.2                                                          | 23.4                                                          | 23.4                                                          | 23.4                                                          | 23.30                                                         |
| Lluvias (mm)                                                          | 250.3                                                         | 243.1                                                         | 363.2                                                         | 339.0                                                         | 247.3                                                         | 54.1                                                          | 6.6                                                           | 13.7                                                          | 104.0                                                         | 427.2                                                         | 490.0                                                         | 303.2                                                         | 2841.7                                                        |
| Días de lluvias (≥ 0.1 mm)                                            | 17.9                                                          | 14.8                                                          | 19.5                                                          | 19.2                                                          | 16.0                                                          | 3.70                                                          | 1.70                                                          | 4.90                                                          | 14.5                                                          | 25.0                                                          | 22.6                                                          | 17.6                                                          | 177.4                                                         |
| Horas de sol                                                          | 176.7                                                         | 182.7                                                         | 176.7                                                         | 177.0                                                         | 158.1                                                         | 132.0                                                         | 117.8                                                         | 89.90                                                         | 96.00                                                         | 111.6                                                         | 135.0                                                         | 167.4                                                         | 1720.9                                                        |
| Fuente: World Meteorological Organization (UN), Hong Kong Observatory |                                                               |                                                               |                                                               |                                                               |                                                               |                                                               |                                                               |                                                               |                                                               |                                                               |                                                               |                                                               |                                                               |

| Parámetros climáticos promedio de Pontianak, Indonesia en Asia | Parámetros climáticos promedio de Pontianak, Indonesia en Asia | Parámetros climáticos promedio de Pontianak, Indonesia en Asia | Parámetros climáticos promedio de Pontianak, Indonesia en Asia | Parámetros climáticos promedio de Pontianak, Indonesia en Asia | Parámetros climáticos promedio de Pontianak, Indonesia en Asia | Parámetros climáticos promedio de Pontianak, Indonesia en Asia | Parámetros climáticos promedio de Pontianak, Indonesia en Asia | Parámetros climáticos promedio de Pontianak, Indonesia en Asia | Parámetros climáticos promedio de Pontianak, Indonesia en Asia | Parámetros climáticos promedio de Pontianak, Indonesia en Asia | Parámetros climáticos promedio de Pontianak, Indonesia en Asia | Parámetros climáticos promedio de Pontianak, Indonesia en Asia | Parámetros climáticos promedio de Pontianak, Indonesia en Asia |
| Mes                                                            | Ene.                                                           | Feb.                                                           | Mar.                                                           | Abr.                                                           | May.                                                           | Jun.                                                           | Jul.                                                           | Ago.                                                           | Sep.                                                           | Oct.                                                           | Nov.                                                           | Dic.                                                           | Anual                                                          |
| -------------------------------------------------------------- | -------------------------------------------------------------- | -------------------------------------------------------------- | -------------------------------------------------------------- | -------------------------------------------------------------- | -------------------------------------------------------------- | -------------------------------------------------------------- | -------------------------------------------------------------- | -------------------------------------------------------------- | -------------------------------------------------------------- | -------------------------------------------------------------- | -------------------------------------------------------------- | -------------------------------------------------------------- | -------------------------------------------------------------- |
| Temp. máx. media (°C)                                          | 32.4                                                           | 32.7                                                           | 32.9                                                           | 33.2                                                           | 33.0                                                           | 33.2                                                           | 32.9                                                           | 33.4                                                           | 32.6                                                           | 32.6                                                           | 32.2                                                           | 32.0                                                           | 32.7                                                           |
| Temp. media (°C)                                               | 27.6                                                           | 27.7                                                           | 28.0                                                           | 28.2                                                           | 28.2                                                           | 28.2                                                           | 27.7                                                           | 27.9                                                           | 27.6                                                           | 27.7                                                           | 27.4                                                           | 27.2                                                           | 27.7                                                           |
| Temp. mín. media (°C)                                          | 22.7                                                           | 22.6                                                           | 23.0                                                           | 23.2                                                           | 23.4                                                           | 23.1                                                           | 22.5                                                           | 22.3                                                           | 22.6                                                           | 22.8                                                           | 22.6                                                           | 22.4                                                           | 22.7                                                           |
| Lluvias (mm)                                                   | 260                                                            | 215                                                            | 254                                                            | 292                                                            | 256                                                            | 212                                                            | 201                                                            | 180                                                            | 295                                                            | 329                                                            | 400                                                            | 302                                                            | 3196                                                           |
| Días de lluvias (≥ 0.1 mm)                                     | 15                                                             | 13                                                             | 21                                                             | 22                                                             | 20                                                             | 18                                                             | 16                                                             | 25                                                             | 14                                                             | 27                                                             | 25                                                             | 22                                                             | 238                                                            |
| Fuente: World Meteorological Organization (UN)                 |                                                                |                                                                |                                                                |                                                                |                                                                |                                                                |                                                                |                                                                |                                                                |                                                                |                                                                |                                                                |                                                                |

| Parámetros climáticos promedio de Macapá, Brasil en Sur América       | Parámetros climáticos promedio de Macapá, Brasil en Sur América | Parámetros climáticos promedio de Macapá, Brasil en Sur América | Parámetros climáticos promedio de Macapá, Brasil en Sur América | Parámetros climáticos promedio de Macapá, Brasil en Sur América | Parámetros climáticos promedio de Macapá, Brasil en Sur América | Parámetros climáticos promedio de Macapá, Brasil en Sur América | Parámetros climáticos promedio de Macapá, Brasil en Sur América | Parámetros climáticos promedio de Macapá, Brasil en Sur América | Parámetros climáticos promedio de Macapá, Brasil en Sur América | Parámetros climáticos promedio de Macapá, Brasil en Sur América | Parámetros climáticos promedio de Macapá, Brasil en Sur América | Parámetros climáticos promedio de Macapá, Brasil en Sur América | Parámetros climáticos promedio de Macapá, Brasil en Sur América |
| Mes                                                                   | Ene.                                                            | Feb.                                                            | Mar.                                                            | Abr.                                                            | May.                                                            | Jun.                                                            | Jul.                                                            | Ago.                                                            | Sep.                                                            | Oct.                                                            | Nov.                                                            | Dic.                                                            | Anual                                                           |
| --------------------------------------------------------------------- | --------------------------------------------------------------- | --------------------------------------------------------------- | --------------------------------------------------------------- | --------------------------------------------------------------- | --------------------------------------------------------------- | --------------------------------------------------------------- | --------------------------------------------------------------- | --------------------------------------------------------------- | --------------------------------------------------------------- | --------------------------------------------------------------- | --------------------------------------------------------------- | --------------------------------------------------------------- | --------------------------------------------------------------- |
| Temp. máx. media (°C)                                                 | 29.7                                                            | 29.2                                                            | 29.3                                                            | 29.5                                                            | 30.0                                                            | 30.3                                                            | 30.6                                                            | 31.5                                                            | 32.1                                                            | 32.6                                                            | 32.3                                                            | 31.4                                                            | 30.71                                                           |
| Temp. media (°C)                                                      | 26.5                                                            | 26.2                                                            | 26.3                                                            | 26.4                                                            | 26.8                                                            | 26.8                                                            | 26.8                                                            | 27.4                                                            | 27.8                                                            | 28.1                                                            | 27.9                                                            | 27.4                                                            | 27.03                                                           |
| Temp. mín. media (°C)                                                 | 23.0                                                            | 23.1                                                            | 23.2                                                            | 23.5                                                            | 23.5                                                            | 23.2                                                            | 22.9                                                            | 23.3                                                            | 23.4                                                            | 23.5                                                            | 23.5                                                            | 23.4                                                            | 23.29                                                           |
| Lluvias (mm)                                                          | 299.6                                                           | 347.0                                                           | 407.2                                                           | 384.3                                                           | 351.5                                                           | 220.1                                                           | 184.8                                                           | 98.0                                                            | 42.6                                                            | 35.5                                                            | 58.4                                                            | 142.5                                                           | 2571.5                                                          |
| Días de lluvias (≥ 0.1 mm)                                            | 23                                                              | 22                                                              | 24                                                              | 24                                                              | 25                                                              | 22                                                              | 19                                                              | 13                                                              | 6                                                               | 5                                                               | 6                                                               | 14                                                              | 203                                                             |
| Horas de sol                                                          | 148.8                                                           | 113.1                                                           | 108.5                                                           | 114.0                                                           | 151.9                                                           | 189.0                                                           | 226.3                                                           | 272.8                                                           | 273.0                                                           | 282.1                                                           | 252.0                                                           | 204.6                                                           | 2336.1                                                          |
| Fuente: World Meteorological Organization (UN), Hong Kong Observatory |                                                                 |                                                                 |                                                                 |                                                                 |                                                                 |                                                                 |                                                                 |                                                                 |                                                                 |                                                                 |                                                                 |                                                                 |                                                                 |

## Características geográficas

Países donde se ubica la traza de la línea (rojo) y la del meridiano cero (azul).

La superficie de la Tierra cruzada por la línea ecuatorial es mayoritariamente oceánica. La línea ecuatorial pasa por los siguientes países:

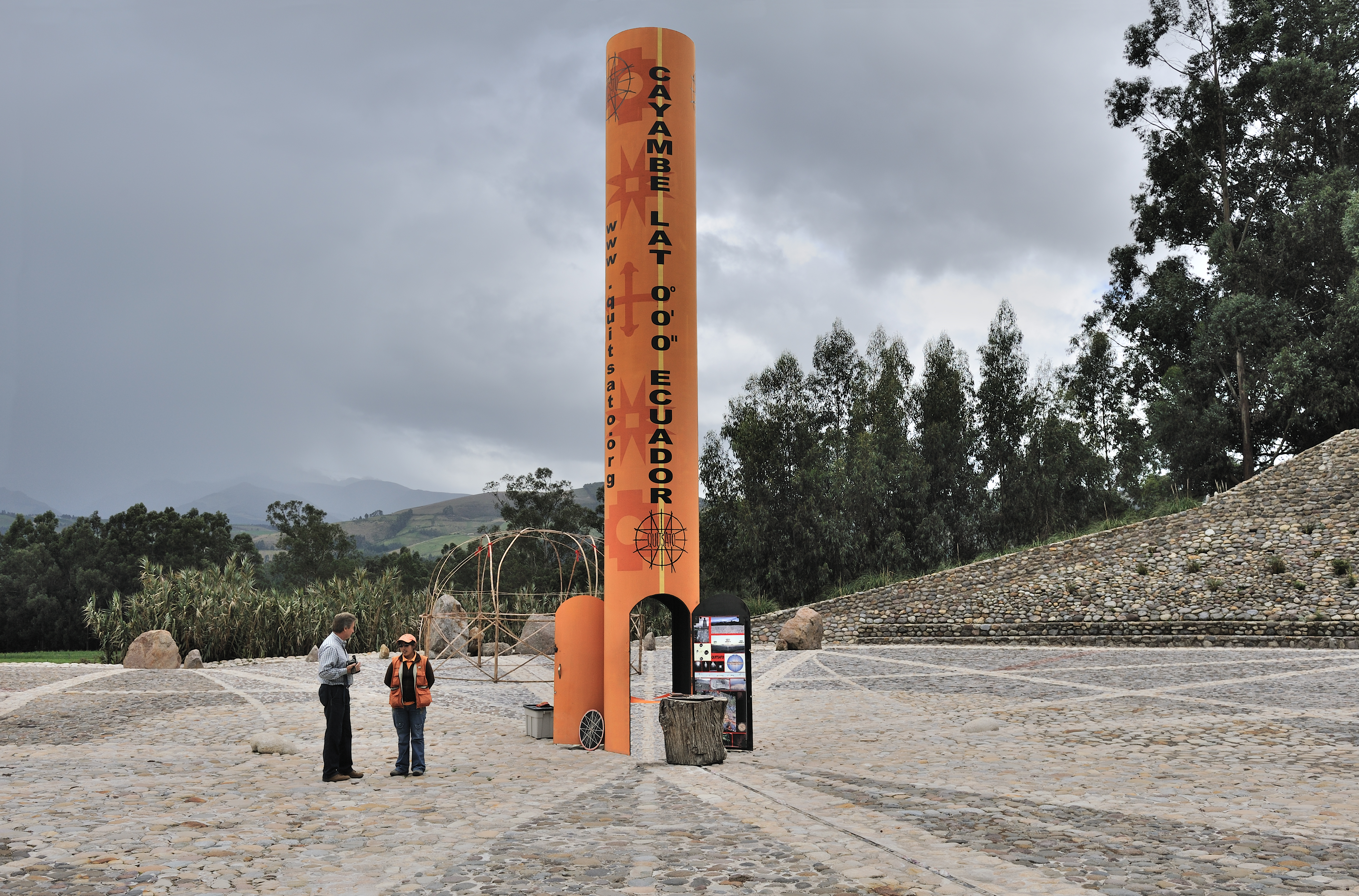
Monumento sobre la línea ecuatorial ficticia en Cayambe (Ecuador)

- Ecuador - Pasa por la Isla Isabela, de las islas Galápagos, la ciudad de Quito, La Concordia y por Gonzalo Pizarro en la Provincia de Sucumbíos.
- Colombia - Pasa por las localidades de La Tagua y Pacoa.
- Brasil - Pasa por la ciudad de Macapá.
- Santo Tomé y Príncipe - Pasa a través de Ilhéu das Rolas, pequeña isla de ese archipiélago.
- Gabón - Pasa por Libreville.
- República del Congo -Pasa por Owando.
- República Democrática del Congo - Pasa por Mbandaka.
- Uganda - Pasa por unas isletas en el lago Victoria.
- Kenia - Pasa por Kisumu y Nanyuki.
- Somalia - Pasa por Kismaayo.
- Maldivas - Cruza sus aguas territoriales, pero no pasa por sus islas.
- Indonesia - Cruza muchas islas; entre ellas, Sumatra, Célebes, isla de Borneo y Halmahera.
- Kiribati - Cruza, pero no pasa, por las Islas Gilbert.